# الف دووال
الف دووال (انگلیسی: Alf Duval؛ زادهٔ ۱ july ۱۹۴۱ (۸۳ سال)) ورزشکار روئینگ اهل استرالیا است.
وی در مسابقات کشوری و بین‌المللی در مجموع برندهٔ ۱ مدال نقره شده‌است.